# Radostín (Havlíčkův Brod-i járás)
Radostín település Csehországban, a Havlíčkův Brod-i járásban. Radostín Veselý Žďár, Olešná, Lučice és Havlíčkův Brod településekkel határos. Lakosainak száma 146 fő (2024. január 1.).

## Népesség
A település lakosságának változását az alábbi diagram mutatja:
| Lakosok száma | 157  | 154  | 181  | 199  | 179  | 152  | 162  | 157  | 159  | 146  |
|               | 1869 | 1890 | 1921 | 1950 | 1980 | 2001 | 2017 | 2019 | 2022 | 2024 |